# Île de Sein (Schiff)
Die Île de Sein ist ein Kabelleger der nach der bretonischen Île de Sein benannt ist.

## Allgemeines
Das Schiff wurde auf der südkoreanischen Hyundai Mipo Dockyard gebaut und zusammen mit den Schwesterschiffen Île de Batz (IMO-Nr. 9247041) und Île de Bréhat (IMO-Nr. 9247053) am 13. November 2001 in Ulsan getauft. Die Schwesterschiffe sind nach den Inseln Batz und Bréhat benannt. Zum Zeitpunkt der Indienststellung gehörten die drei Schiffe der ALDA Marine, einem Joint Venture von Alcatel Submarine Networks (ASN) 51 % und Louis Dreyfus Armateurs (LDA) 49 %, die die Schiffe bestellt hatte und auch betrieb. 2015 wurde ASN Alleineigentümer von ALDA Marine.
Seit der Ablieferung im Dezember 2001 war die Île de Sein in Langzeitcharter für Alcatel Submarine Networks im Einsatz. Die Besatzung und technische Betreuung werden von Louis Dreyfus Armateurs gestellt. Der Kabelleger besitzt außergewöhnliche Manövriereigenschaften und kann bis zu 7.000 Kilometer Seekabel laden, die entweder bis zu einer Tiefe von 6.000 Metern auf dem Meeresboden oder bei Wassertiefen bis zu 1.500 Metern in einem drei Meter tiefen selbst gepflügten Graben verlegt werden.

## Sonstiger Einsatz
Die Île de Batz wurde 2004 von französischen Behörden zur Bergung der Blackboxes des Flash-Airlines-Flug 604 gechartert. Am 13. April 2011 wurde die Île de Sein von der französischen Untersuchungsbehörde für Sicherheit der zivilen Luftfahrt (BEA) für die fünfte Suchphase des Air-France-Flug 447 gechartert. Einige Leichen- und Wrackteile wurde nach zwei Jahren Suche mit diesem Schiff aufgeladen.